# Rhotala jozankeana
Rhotala jozankeana är en insektsart som beskrevs av Matsumura 1914. Rhotala jozankeana ingår i släktet Rhotala och familjen vedstritar. Inga underarter finns listade i Catalogue of Life.